# Farmakovigilans
Farmakovigilans är, enligt WHO:s definition, den vetenskap och de aktiviteter som relaterar till att upptäcka, utvärdera, förstå och förhindra biverkningar av läkemedel samt alla andra läkemedelsrelaterade problem. WHO:s center för farmakovigilans och biverkningsrapportering ligger i Uppsala och kallas the Uppsala Monitoring Centre.

## Signaldetektering
En viktig del av farmakovigilans är att hitta tidiga signaler på att något är fel med ett läkemedel, för att kunna undvika skada på patienter. En signal är ett möjligt kausalt samband mellan en oönskad händelse och ett läkemedel. Sambandet ska vara okänd sedan tidigare, alternativt dåligt dokumenterat. Det krävs också fler än en biverkningsrapport för att räknas som en signal, mängden beror på hur allvarlig händelsen är samt hur bra dokumenterad den är.

## Farmakovigilans i Sverige
I Sverige är det Läkemedelsverket som följer upp misstänkta biverkningar. Kunskap om misstänkta läkemedelsbiverkningar, så kallade biverkningssignaler, hämtas från flera källor. Läkemedelsverkets arbete består främst i att:
- utföra riskvärderingar och föreslå uppföljningstrategi av nya produkter innan ett godkännande,
- fortlöpande granska nationella biverkningsrapporter,
- utreda och bedöma periodiska säkerhetssammanställningar (PSUR) från läkemedelsindustrin,
- medverka i epidemiologiska studier,
- bevaka den vetenskapliga litteraturen,
- inhämta och bearbeta biverkningsinformation från andra medlemsländer inom EU och från WHO,
- konsultera ämnesexperter.

Läkemedelsverket samlar fortlöpande information om nya interaktioner och biverkningar samt om förändringar i graden av allvarlighet eller frekvens hos tidigare kända biverkningar. Även kvalitetsproblem utreds. Spontanrapporteringen av biverkningar är fortsatt ett viktigt verktyg för säkerhetsuppföljningen. 
Under en klinisk prövning är prövaren skyldig att rapportera biverkningar till sponsorn. Sponsorn måste i nästa led, till Läkemedelsverket, inom 7 dagar rapportera allvarliga biverkningar som lett till dödsfall eller som var livshotande. Andra allvarliga misstänkta biverkningar skall anmälas inom 15 dagar.